# سانت باول (فرجينيا)
سانت باول (بالإنجليزية: St. Paul town, Virginia)‏ هي بلدة تقع بولاية فرجينيا في الولايات المتحدة. تبلغ مساحتها 3.69 كم2، وترتفع عن سطح البحر 458.11440000000005 م، بلغ عدد سكانها 970 نسمة في عام 2010 حسب إحصاء مكتب تعداد الولايات المتحدة وتصل الكثافة السكانية فيها 262.9 نسمة لكل كيلومتر مربع (680.9/ميل2).

## التركيبة السكانية
حدّد مكتب تعداد الولايات المتحدة بيانات التركيبة السكانية لسانت باول في تعداد الولايات المتحدة. في ما يلي، التركيبة السكانية حسب تعدادي 2000 و2010.

### تعداد عام 2000
بلغ عدد سكان سانت باول 1,000 نسمة بحسب تعداد عام 2000، وبلغ عدد الأسر 464 أسرة وعدد العائلات 302 عائلة مقيمة في البلدة. في حين سجلت الكثافة السكانية 271 نسمة لكل كيلومتر مربع (701.9/ميل2). وبلغ عدد الوحدات السكنية 496 وحدة بمتوسط كثافة قدره 134.4 لكل كيلومتر مربع (348.1/ميل2).
وتوزع التركيب العرقي للبلدة بنسبة 95.70% من البيض و1.80% من الأمريكيين الأفارقة و0.60% من الأمريكيين الأصليين و0.50% من الأمريكيين ذوي الأصول الآسيوية و0.10% من الأعراق الأخرى و1.30% من عرقين مختلطين أو أكثر و0.50% من الهسبانيون أو اللاتينيون من أي عرق.
بلغ عدد الأسر 464 أسرة كانت نسبة 30.2% منها لديها أطفال تحت سن الثامنة عشر تعيش معهم، وبلغت نسبة الأزواج القاطنين مع بعضهم البعض 48.5% من أصل المجموع الكلي للأسر، ونسبة 12.3% من الأسر كان لديها معيلات من الإناث دون وجود شريك، بينما كانت نسبة 4.3% من الأسر لديها معيلون من الذكور دون وجود شريكة وكانت نسبة 34.9% من غير العائلات. تألفت نسبة 33.4% من أصل جميع الأسر من عدة أفراد يعيشون في نفس المنزل ونسبة 17.7% كانت تتألف من شخص يعيش بمفرده يبلغ من العمر 65 عاماً أو أكثر. وبلغ متوسط حجم الأسرة المعيشية 2.16، أما متوسط حجم العائلات فبلغ 2.72.
بلغ العمر الوسطي للسكان 41.6 عاماً. وكانت نسبة 21.6% من القاطنين تحت سن الثامنة عشر، وكانت نسبة 9.7% بين الثامنة عشر والرابعة والعشرين عاماً، ونسبة 24.1% كانت واقعةً في الفئة العمرية ما بين الخامسة والعشرين والرابعة والأربعين عاماً، ونسبة 25% كانت ما بين الخامسة والأربعين والرابعة والستين، ونسبة 19.6% كانت ضمن فئة الخامسة والستين عاماً فما فوق. يوجد لكل 100 أنثى 82.8 ذكر، ويوجد لكل 100 أنثى في الثامنة عشر من عمرها فما فوق 81.1 ذكر.
بلغ متوسط دخل الأسرة في البلدة 24,833 دولارًا، أما متوسط دخل العائلة فبلغ 39,125 دولارًا. وكان متوسط دخل الذكور 31,563 دولارًا مقابل 25,313 دولارًا للإناث. وسجل دخل الفرد الخاص بالبلدة 17,735 دولارًا. وكانت نسبة 15.1% من العائلات ونسبة 19.3% من السكان تحت خط الفقر، وكان من هؤلاء نسبة 27.4% تحت سن الثامنة عشر ونسبة 15.2% في الخامسة والستين من العمر وما فوق.

### تعداد عام 2010
بلغ عدد سكان سانت باول 970 نسمة بحسب تعداد عام 2010، وبلغ عدد الأسر 432 أسرة وعدد العائلات 281 عائلة مقيمة في البلدة. في حين سجلت الكثافة السكانية 262.9 نسمة لكل كيلومتر مربع (680.9/ميل2). وبلغ عدد الوحدات السكنية 475 وحدة بمتوسط كثافة قدره 128.7 لكل كيلومتر مربع (333.3/ميل2).
وتوزع التركيب العرقي للبلدة بنسبة 94.64% من البيض و1.44% من الأمريكيين الأفارقة و0.31% من الأمريكيين الأصليين و0.10% من الأمريكيين ذوي الأصول الآسيوية و1.86% من الأعراق الأخرى و1.65% من عرقين مختلطين أو أكثر و2.89% من الهسبانيون أو اللاتينيون من أي عرق.
بلغ عدد الأسر 432 أسرة كانت نسبة 27.8% منها لديها أطفال تحت سن الثامنة عشر تعيش معهم، وبلغت نسبة الأزواج القاطنين مع بعضهم البعض 47.2% من أصل المجموع الكلي للأسر، ونسبة 13.7% من الأسر كان لديها معيلات من الإناث دون وجود شريك، بينما كانت نسبة 4.2% من الأسر لديها معيلون من الذكور دون وجود شريكة وكانت نسبة 35% من غير العائلات. تألفت نسبة 32.9% من أصل جميع الأسر من عدة أفراد يعيشون في نفس المنزل ونسبة 16% كانت تتألف من شخص يعيش بمفرده يبلغ من العمر 65 عاماً أو أكثر. وبلغ متوسط حجم الأسرة المعيشية 2.25، أما متوسط حجم العائلات فبلغ 2.80.
بلغ العمر الوسطي للسكان 44.8 عاماً. وكانت نسبة 21.1% من القاطنين تحت سن الثامنة عشر، وكانت نسبة 7% بين الثامنة عشر والرابعة والعشرين عاماً، ونسبة 22.3% كانت واقعةً في الفئة العمرية ما بين الخامسة والعشرين والرابعة والأربعين عاماً، ونسبة 32.1% كانت ما بين الخامسة والأربعين والرابعة والستين، ونسبة 17.5% كانت ضمن فئة الخامسة والستين عاماً فما فوق. وتوزع التركيب الجنسي للسكان بنسبة 47.5% ذكور و52.5% إناث.

## وصلات خارجية
- الموقع الرسمي